# エストコーポレーション
エストコーポレーションはIT・医療を複合させたサービスを提供する会社。

## 沿革
- 2007年（平成19年)
  - 10月 法人登録し、東京都中央区に株式会社エストコーポレーションを設立
  - 10月 全国各地で特定健診制度・生活機能評価実施項目に関するセミナー実施
- 2008年（平成20年)
  - 10月 特定健診電子化サービスを開始
  - 10月 業務拡大のため東京都中央区に日本橋支社を開設
- 2009年（平成21年)
  - 業務拡大のため大阪市北区に関西支社を設立
  - 『エスト特定健診サポート』商標登録完了
  - 『経営革新計画』の承認を受け、東京都承認企業に認定
- 2010年（平成22年)
  - 日本情報処理協会認定プライバシーマーク取得
  - 二次予防事業対象者把握業務サービスを開始
  - 業務拡大のため東京都千代田区五番町へ本社・日本橋支社統合移転
- 2013年（平成25年)
  - 医療機関検索・予約ポータルサイト『EST Doc』サービス スタート
  - 株式会社EST Doc設立
- 2014年（平成26年)
  - コスト削減ソリューションサービスを開始
- 2015年（平成27年)
  - 資本金を5億498万円に増資（資本準備金を含む）
  - レクリエーション代行サービス「レクサポ」を開始
- 2016年（平成28年)
  - 有料職業紹介事業許可、労働者派遣事業許可を取得
  - 認知症予防プログラム「脳レク」サービスを開始
  - 介護職員特化型人材紹介「かいごの転職」サービスを開始

## サービス

### シニアソリューション
官公庁が運営している介護保険事業・保健福祉サービスのサポート事業を行っている。
主に自治体様より依頼を受け、地域の実態把握や、
高齢者への介護予防につなげる為のアンケートを実施し、調査から分析までサポートしている。

### 健診ソリューション
特定健診の電子化代行業務や受診勧奨、健診システムの販売、データヘルス計画の策定を行っている。
医師会・自治体・健保組合等の健診事業をサポートし、病気の早期発見・早期治療や長寿社会におけるQOLの向上への貢献を目指している。 

#### 健診電子化代行サービス
メタボ健診や各種健診の結果票の入力作業、国が指定するフォーマットへの変換作業を行っている。
特定健診開始初年度より電子化業務を行っており、健診票作成からデータ報告まで一括で提供している。
全国約8,000の医療機関・医師会・自治体・健康保険組合の特定健診・人間ドック・法定健診・生活習慣病予防審査等の電子化を行い、年間60万件以上のデータ処理実績を誇っている。

#### 健診データ分析サービスデータヘルス計画、計画策定・自治体健診分析
ヘルスケア分野にビッグデータを掛け合わせる事で、QOLの向上と医療費の削減を目指すためのソリューションを提供している。
地域ごとの特性・傾向を経年の健診結果やレセプトデータから分析し、どの疾患に医療費がかかっているのかを明確化。
その後病気を未然に防ぐためにどの層にもっと病院に行ってもらったほうが良いのか等の明確化された課題に対し、アプローチするための提案・計画・実行のPDCAサイクルを行っている。

### コスト削減ソリューション
診療・介護報酬の改定に伴い施設経営が難化する中、完全成果報酬型でコストの適正化を実現し、健全な経営をサポート。
光熱費、販売管理費、保険料など、全てのコストを一括で削減することが可能。

### EST Doc
エストドックは、行きたい時に待ち時間なく、すぐ病院に行ける病院検索・予約サイト。
全国15万5,000件の医療機関情報を記載し、歯科を中心に6,000件以上の医療機関に予約が可能。

### 脳レク
認知症予防の専門医監修の脳トレドリルを、毎月自宅に郵送で届ける業界初のサービス。
その他、自宅に居ながら電話による認知機能チェックを定期的に受けられるサービスも提供している。
料金は月額980円から。

### レクサポ
福祉施設で働く職員の負担軽減や利用者の満足度向上に向け、日々のレクリエーションの代行サービスを行っている。
音楽系・運動系・工作系を中心とした、専門的な技能を持った講師が約600名在籍している。

### かいごの転職
介護業界特化型・完全成果報酬型の人材紹介サービス。
介護業界全体の人材不足解消・介護事業所における日々のケアの質向上を目指している。
初期費用無料で、企業への人材の紹介と、求職者への転職支援を行っている。